# Firbeix
Firbeix település Franciaországban, Dordogne megyében. Lakosainak száma 298 fő (2022. január 1.). Firbeix Dournazac, La Coquille, Mialet, Bussière-Galant és Saint-Pierre-de-Frugie községekkel határos.

## Népesség
A település népességének változása:
| Lakosok száma | 510  | 401  | 364  | 328  | 284  | 299  | 307  | 317  | 312  | 298  |
|               | 1968 | 1982 | 1990 | 2006 | 2013 | 2015 | 2017 | 2019 | 2020 | 2022 |